# الدوري النسائي الكويتي
تأسس دوري النسائي الكويتي عام 2017 بتنظيم من الاتحاد الكويتي لكرة القدم، ليكون أول بطولة رسمية للسيدات في البلاد. وكان من المقرر إقامته في موسم 2019-2020 أو في وقت لاحق، تزامنًا مع بدء تشكيل الفرق واستعدادها للمنافسات.

## الفرق
- نادي القرين الرياضي
- الأصول المدارة
- الأبخرة
- أمواج
- نادي الفتاة الرياضي
- جاجز
- نادي سلوى الصباح

## روابط خارجية
- الكويت: جدول مباريات ونتائج الدوري الممتاز فيفا
- xscores.com الدوري الكويتي الممتاز
- goalzz.com - الدوري الكويتي